# 柴崎行雄
柴崎 行雄（しばさき ゆきお、1978年7月10日 - ）は、NHKのチーフアナウンサー。

## 人物
埼玉県さいたま市大宮区出身。埼玉県立浦和高等学校を経て、国際基督教大学を卒業後、2002年に入局。
九州大学大学院比較社会文化学府にて博士号取得。　

## 嗜好・挿話
- 北九州では夕方のニュースを担当していたが、その中で環境問題への意識を深め、NHKが全局規模で募集した『エコ大紀行』リポーターに応募、ただ1人選ばれ、南半球を巡った[3]。
- 高校在学時はラグビー部に所属[1]。大学では主将、社会人になっても草ラグビーを継続。鹿児島局時代は大学ラグビー部監督も務めていた[4]。

## 現在の担当番組・業務
- おはよう九州沖縄（キャスター：2025年3月31日 - ）（井原陽介と隔週で担当）[5]
- 福岡県・九州沖縄のニュース
- ニュース645福岡（不定期）
- ニュース645福岡（不定期）
- ラジオニュース（不定期・九州沖縄、R1・FM）の泊まり勤務担当[注釈 1]
- デスク業務

## 過去の担当番組・業務
沖縄放送局時代（2002年度 - 2006年7月）
- 沖縄県のニュース・中継・リポート
- ハイサイ!ニュース610（キャスター）

北九州放送局時代（2006年8月 - 2008年2月15日）
- NEWSシャトル北九州（キャスター）

福岡放送局時代（1度目）（2008年2月16日 - 2011年度）
- 世界一周!地球に触れる・エコ大紀行（南半球リポーター）
- NHKニュースおはよう九州沖縄（2010年4月 - 2012年3月）
- ニュースなっとく福岡（松尾剛のキャスター代行、2010年8月9日 - 13日）
- 福岡県・九州沖縄地方のニュース

東京アナウンス室時代（2012年度 - 2016年度）
- 首都圏ネットワーク（キャスター）
  - 村竹勝司の代理：2013年8月26日 - 30日
  - 山田大樹の代理：2015年8月17日 - 21日
- オンバト+司会（2013年4月 - 2014年3月）
- NHKニュースおはよう日本（リポーター：2016年4月 - 2017年3月）
- 地球アゴラ（2014年4月 - 2016年3月）
- きょうの健康（2015年4月 - 2017年3月）
- ニュース・気象情報（不定期）

鹿児島放送局時代（2017年度 - 2021年6月）
- 情報WAVEかごしま（キャスター・2017年4月3日 - 2021年3月26日）
- 鹿児島のニュース
- 座・ディレクソンin鹿児島（2019年5月25日）
- 緊急報道（鹿児島発）

高松放送局時代（2021年7月 - 2024年7月）
- 香川県のニュース
- 放送部副部長（2021年7月 - 2023年3月）→コンテンツセンターアナウンスグループ統括（2023年4月 - 2024年7月）
- ひるどき四国・香川（編集責任者）
- ゆう6かがわ（編集責任者、五味哲太のキャスター代行など）
- 845かがわ→ゆう6かがわ845（不定期）
- ゆう6かがわ645（不定期）
- 高松局制作番組の編集責任者
- 緊急報道（高松局発）

福岡放送局時代（2度目）（2024年8月 - ）
- 鹿児島県のニュース（2024年11月1日、かつて勤務していた鹿児島放送局の応援要員）
- 長崎県のニュース（2024年12月20日、長崎放送局への応援要員）
- おはよう九州沖縄
  - 新井秀和のキャスター代行（2025年1月6日 - 10日）
  - 週末・随時担当
- ロクいち!福岡
  - 一橋忠之のキャスター代行（2025年1月14日 - 17日、20日、2月12日、3月24日）
- 放送100年 地域特集「ラジオドラマで伝える 福岡のアナウンサーと戦争」（2025年3月29日・九州沖縄地方）
- 放送 100 年福岡発ラジオドラマ「JOLK～戦時下を生きたアナウンサーたち～」（2025年3月29日・R1＜九州沖縄地方＞）